# 분리투표
분리투표(split-ticket voting)는 선거에서 선출되는 대상에 따라 서로 다른 정당의 후보를 지지하는 것으로 분할투표라고도 한다. 분리투표는 크게 세 가지로 나눌 수 있는데, 대통령 선거에서 후보자를 지지하는 당과 국회의원 선거에서 후보자를 지지하는 정당이 다른 경우, 총선 때마다 지지하는 정당이 다른 경우, 그리고 지역구 선거에서 지지하는 정당과 비례대표 선거에서 지지하는 정당이 다른 경우가 있다. 즉 분리투표는 선거 때마다 지지하는 정당이 바뀌는 것을 말한다.
분리투표가 증가하는 요인으로는 어느 정당도 지지하지 않는 무당파 유권자들의 증가가 주요 요인이다. 이는 산업혁명 이후 소득수준의 향상에 따라 탈산업사회 또는 탈물질주의사회가 발전하고 서비스산업 중심으로 산업구조가 개편되면서 교육수준의 향상과 인권, 환경과 같은 탈물질주의적 가치의 부상이 무당파 유권자들의 증가를 야기한다.
분리투표의 증가는 표의 이동 현상을 말하는 투표유동성 또는 선거유동성(electoral volatility)의 증가와 정당충성심(party loyalty) 또는 정당일체감(paty identification)의 약화를 미루어 볼 수 있다. 유권자가 오랜 기간에 걸쳐 형성되는 정당일체감이 약화되면지지 정당이 자주 바뀌고 선거 참여율이 떨어지는 결과를 가져올 수 있다.